# Alexandr Krasilnikov
Alexandr Alexandrovič Krasilnikov (rusky Александр Александрович Красилников, 1861 - 1931) byl vedoucí zahraničních oddělení carské Ochranky. Za jeho působení pracovalo 15 agentů ve Francii, 5 ve Švýcarsku, 3 v USA a jeden v Holandsku.
Po bolševické revoluci utekl do Belgie, kde zemřel.